# Karl Kuno Ludwig von Klitzing
Karl Kuno Friedrich von Klitzing (* 28. März 1728 in Schorbus; † Januar 1785 in Graudenz) war ein preußischer Generalmajor, Chef des gleichnamigen Füsilierregiments sowie Erbgerichtsherr auf Schorbus, Reinpusch und Fröhden.

## Leben

### Herkunft
Karl Kuno Ludwig war der dritte Sohn aus zweiter Ehe des Landeshauptmanns Gottlob Leopold von Klitzing (* 8. Dezember 1690; † 16. Mai 1748) und Christiane Louise Thilo, geborene von Thielau (* 5. September 1702) aus dem Haus Kroitsch in Schlesien.

### Militärkarriere
Klitzing war von 1739 bis 1740 Page bei der Königin von Preußen. 1743 kam er als Fahnenjunker zum III. Bataillon der Garde der Preußischen Armee. 1744 kämpfte er damit bei der Belagerung von Prag und erhielt im gleichen Jahr den Orden Pour le Mérite. Im Jahr 1746 wechselte er zum I. Bataillon. 1747 wurde er Fähnrich und 1755 Sekondeleutnant. Im Siebenjährigen Krieg kämpfte er in der Schlacht bei Prag und im folgenden Jahr 1758 wurde er Premierleutnant. Danach kämpfte Klitzing bei Breslau und Kesselsdorf, Hohenfriedberg und Soor. In der Schlacht bei Kolin wurde er verwundet.
Im Jahr 1763 erhielt er eine eigene Kompanie. 1765 wurde er Major (mit Patent von 1760) und in das Regiment „Nassau-Usingen“ versetzt. 1767 wurde er Regimentskommandeur, 1772 kam die Beförderung zum Oberstleutnant und 1775 zum Oberst. Klitzing nahm noch am Bayerischen Erbfolgekrieg teil und am 23. Mai 1783 ernannt ihn der König zum Generalmajor. Dazu erhielt es das Regiment „Rohr“. Er starb 1785 in Graudenz.

### Familie
Klitzing hatte am 2. Juli 1771 Johanna Charlotte Wilhelmine Regina von Wangelin, Tochter des brandenburgisch-preußischen Landrats Freiherr Karl Moritz von Wangelin und Susanne Eleonore von Bodt, Tochter des Jean de Bodt, geheiratet. Mit ihr hatte er mehrerer Kinder, darunter:
- Adolfine (1772–1844) ⚭ 1815 Karl Friedrich von dem Knesebeck (1768–1848)
- Juliane Philippine Eleonore (* 15. April 1775)[5]